# Gruibingen
Gruibingen – miejscowość i gmina w Niemczech, w kraju związkowym Badenia-Wirtembergia, w rejencji Stuttgart, w regionie Stuttgart, w powiecie Göppingen, wchodzi w skład związku gmin Oberes Filstal. Leży w Jurze Szwabskiej, ok. 12 km na południe od Göppingen, przy autostradzie A8.